# W-1-Klasse
Die W-1-Klasse (japanisch 第一号型掃海艇 Dai Icih Gō-gata Sōkaitei, deutsch ‚Minensucher Nr.1-Klasse‘) war eine Klasse von sechs Minensuchbooten der Kaiserlich Japanischen Marine, die während der 1920er Jahre gebaut wurden und im Zweiten Weltkrieg zum Einsatz kamen.

## Geschichte

### Entwicklungsgeschichte
Die Kaiserlich Japanische Marine hatte Anfang der 1920er keine Minenabwehrfahrzeuge im Bestand, über wie sie zum Beispiel die britische (Hunt-Klasse), deutsche (Minensuchboot 1916) oder amerikanische Marine (Lapwing-Klasse) verfügte, sondern das Räumen von Seeminen wurde durch ihre Zerstörer durchgeführt. Daher wurden, im Rahmen des zweiten Acht-Acht-Flottenprogramms (Hachihachi Kantai), Überlegungen über ein Fahrzeug angestellt, welches besser dazu geeignet wäre insbesondere die Fahrwege der Großkampfschiffe von Seeminen zu beräumen und diesen als Geleitfahrzeug dienen zu können. Auf Grund des Erfordernisses als Geleitfahrzeug dienen zu sollen, wurde auf eine, im Vergleich zu Minensuchbootsklassen anderer Staaten, starke Bewaffnung und relativ hohe Geschwindigkeit Wert gelegt.

### Bau
Sechs Einheiten wurden für den Flottenbauplan von 1922 nach einem Entwurf mit der Bezeichnung I1 bewilligt. Da es aber nach Abschluss des Washingtoner Flottenvertrages zu Haushaltsbeschränkungen kam, wurden nur drei Boote 1922 bei drei privaten Werften auf Kiel gelegt und Ende Juni 1923 in Dienst gestellt. Der Bau eines vierten Bootes verzögerte sich so weit, dass es erst im Dezember 1923 bei der Marinewerft in Sasebo auf Kiel gelegt wurde und bis Ende April 1925 in Dienst trat.

### W-5-Unterklasse
Die Boote Nr.5 und Nr.6 entstanden nach einem leicht veränderten Entwurf mit der Bezeichnung I2 zwischen März 1928 und Februar 1929 auf zwei zivilen Werften im Rahmen des Flottenbauplans von 1927. Bei diesem leicht veränderten Entwurf kam es zu einer Vergrößerung der Länge und Breite des Rumpfes, wodurch die Geschwindigkeit um einen Knoten stieg und anstatt eines Pfahlmastes wurde ein Dreibeinmast verbaut.

### Vorkriegsänderungen
Im Jahr 1927 wurde bei allen vier vorhandenen Booten das vordere 12-cm-Geschütz mit Schutzschilden ausgerüstet und zur Verbesserung des Rauchabzugs der vordere Schornstein erhöht. Bei den anderen beiden Booten wurden diese Maßnahmen bereits während der Planungsphase berücksichtigt. Im Rahmen eines Werftaufenthalts zwischen Ende 1934 und 1935 wurde bei den Booten Nr.5 und Nr.6, in Folge des Tomoruru-Zwischenfalls, zur Verringerung der Topplastigkeit das 7,62-cm-Geschütz entfernt und Ballast im Schiffkörper hinzugefügt. Dadurch erhöhte sich die Einsatzverdrängung auf 826 ts (839 t). Die gleichen Maßnahmen wurde bei den ersten vier Booten während eines Werftaufenthalts im Jahr 1938 durchgeführt und ihre Einsatzverdrängung erhöhte sich auf 807 ts (820 t).

## Liste der Schiffe
| Name                                              | Bauwerft                | Kiellegung       | Stapellauf       | Indienststellung | Verbleib |           |
| 1. Gruppe                                         | 1. Gruppe               | 1. Gruppe        | 1. Gruppe        | 1. Gruppe        | 1. Gruppe | 1. Gruppe |
| ------------------------------------------------- | ----------------------- | ---------------- | ---------------- | ---------------- | --- | --------- |
| Dai-1-Gō Sōkaitei (第一号掃海艇) Minensucher Nr.1 | Harima Zōsen, Kōbe      | 10. Mai 1922     | 6. März 1923     | 30. Juni 1923    | versenkt am 10. August 1945 durch amerik. Luftangriff, in der Bucht von Yamada                                                                   |           |
| Dai-2-Gō Sōkaitei (第二号掃海艇) Minensucher Nr.2 | Mitsui Zōsen, Tamano    | 13. April 1922   | 17. März 1923    | 30. Juni 1923    | versenkt am 1. März 1942 während der Schlacht in der Sundastraße durch Eigenbeschuss (Torpedo) des japanischen Kreuzers Mogami in der Bantam Bay |           |
| Dai-3-Gō Sōkaitei (第三号掃海艇) Minensucher Nr.3 | Osaka-Eisenwerke, Osaka |                  | 29. März 1923    | 30. Juni 1923    | versenkt am 9. Juni 1945 durch amerik. U-Boot USS Parche, nordöstlich von Sendai                                                                 |           |
| Dai-4-Gō Sōkaitei (第四号掃海艇) Minensucher Nr.4 | Marinewerft Sasebo      | 1. Dezember 1923 | 24. April 1924   | 29. April 1925   | Kriegsbeute Großbritannien, versenkt am 13. Juli 1946 in der Straße von Malakka                                                                  |           |
| 2. Gruppe (W-5-Unterklasse)                       |                         |                  |                  |                  | |           |
| Dai-5-Gō Sōkaitei (第五号掃海艇) Minensucher Nr.5 | Mitsui Zōsen, Tamano    | 25. März 1928    | 30. Oktober 1928 | 25. Februar 1929 | versenkt am 4. November 1944 durch brit. U-Boot Terrapin, in der Straße von Malakka                                                              |           |
| Dai-6-Gō Sōkaitei (第六号掃海艇) Minensucher Nr.6 | Osaka-Eisenwerke, Osaka | 10. März 1928    | 29. Oktober 1928 | 25. Februar 1929 | versenkt am 26. Dezember 1941 durch niederl. Luftangriff, bei Kuching (Britisch-Borneo)                                                          |           |

## Technische Beschreibung

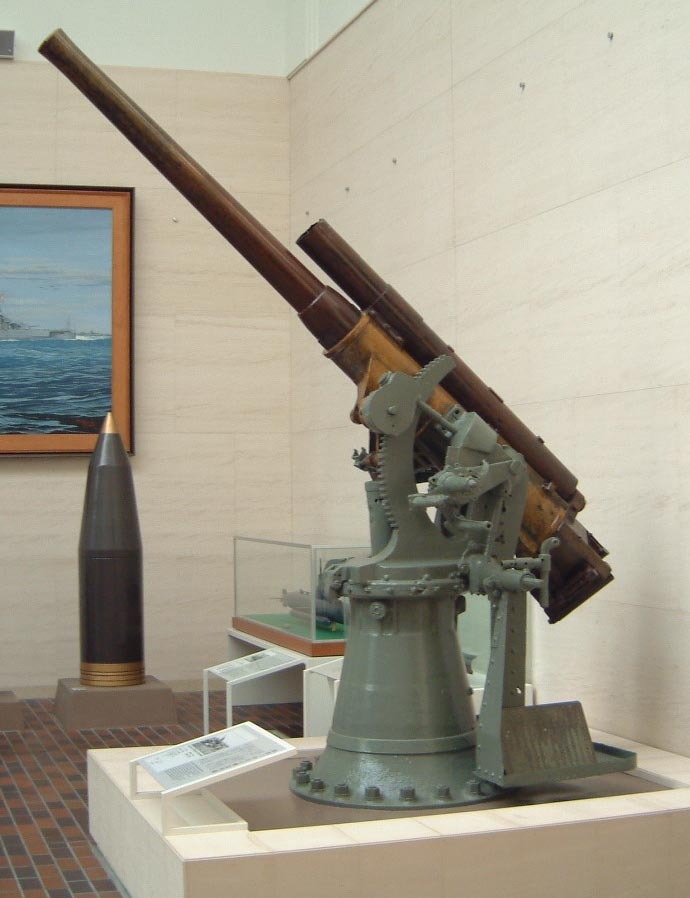
7,62-cm-Flugabwehrgeschütz Typ 3, ausgestellt im Museum des Yasukuni-Schreins.

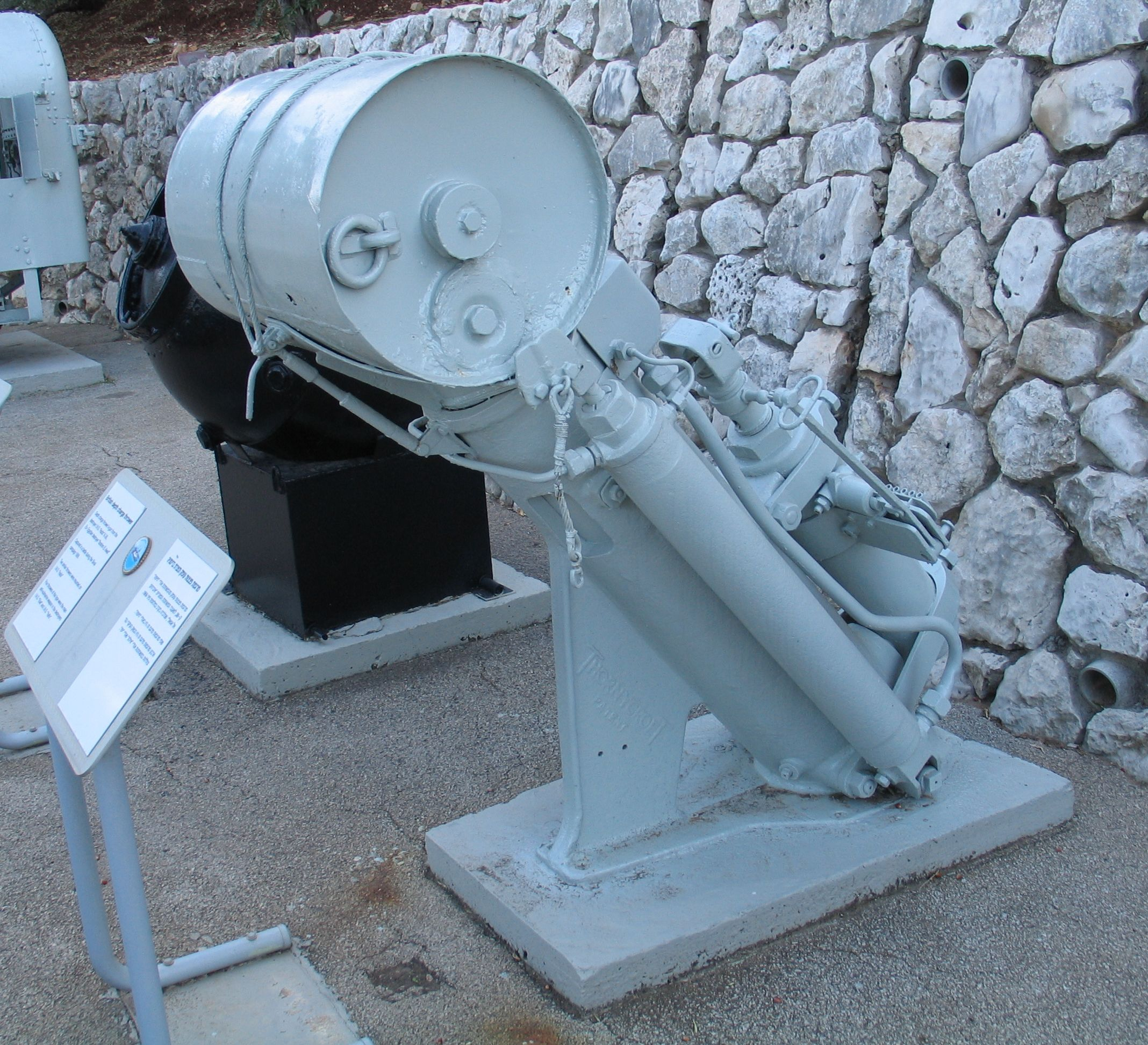
Wasserbomben-Werfer, ähnlich wie ihn die Kaiserlich Japanische Marine verwendete.

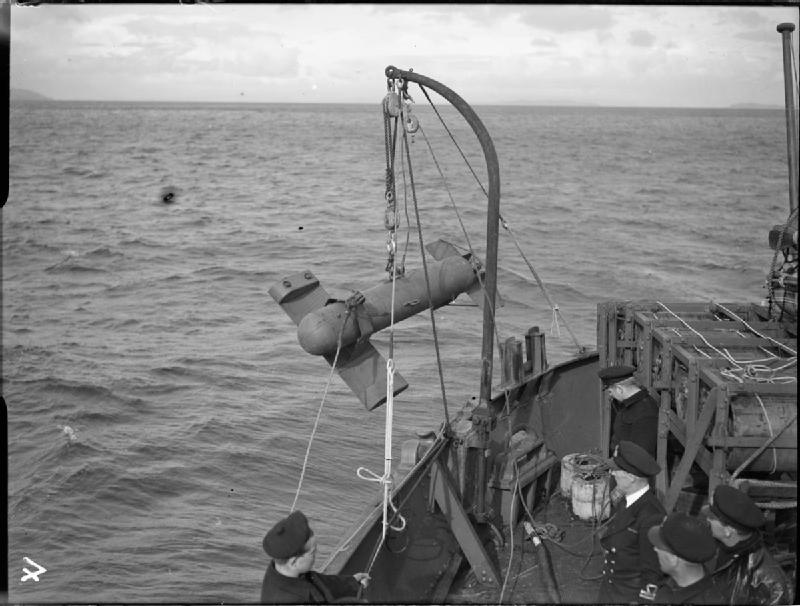
Einsatz eines Räumotters zum mechanischen Minenräumen, ähnlich wie ihn die Kaiserlich Japanische Marine verwendete.

### Rumpf
Der Rumpf der Boote Nr.1 bis Nr.4, unterteilt in wasserdichte Abteilungen, war 76,2 Meter lang, 8,03 Meter breit und hatte bei einer Einsatzverdrängung von 713 Tonnen einen Tiefgang von 2,32 Metern. Die zwei Boote Nr.5 und Nr.6 hatten eine Länge von 77,05 Metern, eine Breite von 8,26 Metern und bei einer Einsatzverdrängung von 729 Tonnen einen Tiefgang von 2,29 Metern.

### Antrieb
Der Antrieb erfolgte durch drei kohlebefeuerte Dampferzeuger – Kampon-Kesseln des Yarrow-Typs – und zwei Getriebeturbinensätze, mit denen eine Gesamtleistung von 4.000 PS (2.942 kW) erreicht wurde. Die Leistung wurde an zwei Wellen mit je einer Schraube abgegeben. Die Höchstgeschwindigkeit betrug 20 Knoten (37 km/h). Es konnten 199 Tonnen Kohle gebunkert werden, was zu einer maximalen Fahrstrecke von 3.000 Seemeilen (5.556 km) bei 10 Knoten führte.

### Bewaffnung

#### Artillerie
Bei Indienststellung bestand die Artilleriebewaffnung aus zwei 12-cm-Geschützen mit Kaliberlänge 45 in Einzellafetten. Diese waren in Bootsmittellinie vor dem Brückenaufbau und hinter dem achteren Deckshaus aufgestellt. Ab 1944 wurde das vordere Geschütz an Land gegeben und durch Flugabwehrgeschütze ersetzt.

#### Flugabwehr
Zur Flugabwehr stand ein 7,62-cm-Geschütz mit Kaliberlänge 40 Typ 3 zur Verfügung. Dieses Geschütz erreichten eine Kadenz von 13 bis 20 Schuss pro Minute und die maximale Reichweite betrug etwa 7,2 Kilometer bei 75° Rohrerhöhung. Die 3,35 Tonnen schwere Mittelpivotlafette war um 360° drehbar und hatte einen Höhenrichtbereich von −7° bis +75°.
Ab 1938 wurde bei allen Booten das 7,62-cm-Geschütz von Bord gegeben und durch ein 13,2-mm-Maschinengewehr des Typ 93 ersetzt. Dieses verschoss im Einsatz rund 250 Schuss pro Minute, die Reichweite lag bei etwa 4,5 Kilometern bei 85° Rohrerhöhung. Die 314 Kilogramm schwere Lafette war um 360° drehbar und hatte einen Höhenrichtbereich von −15° bis +85°.
Bedingt durch die Bedrohung durch die alliierten Streitkräfte während des Pazifikkrieges, kam es 1944 zur Verstärkung der Flugabwehrbewaffnung aller noch vorhandenen Boote. Die Bewaffnung bestand nun aus fünf 2,5-cm-Maschinenkanonen Typ 96, einer Einzellafette überhöht zum 12-cm, einer weiteren zwischen den beiden Schornsteinen und einer Drillingslafette auf der alten Position des vorderen 12-cm-Geschützes.

#### U-Jagdausrüstung
Die U-Jagdbewaffnung bestand aus zwei Wasserbombenwerfern Typ 81 mit 18 Wasserbomben, die sich auf dem Achterdeck befanden. Ab 1944 wurde die Anzahl der Wasserbomben auf bis zu 36 Stück erhöht, die nun durch zwei Ablaufschienen und die beiden Werfer eingesetzt werden konnten.

#### Minensuchausrüstung
Zum mechanischen Räumen von Seeminen (Ankertauminen) verfügte die Klasse über Minenräumgeschirr bestehend aus zwei Räumottern (engl. Paravane), welche mittels Davits am Heck abgelassen wurden. Diese Räumotter wurden seitlich vom schleppenden Fahrzeug nachgezogen und durch Tragflächen auf Höhe gehalten. Das gespannte Schleppkabel konnte nun die Ankertaue von Ankertauminen zum Räumotter führen, wo es durch Kabelschneider durchtrennt wurde, und die Mine aufschwamm. Danach konnte sie mittels Handfeuerwaffen oder Schiffsartillerie zur Explosion gebracht werden. Sollte das Ankertau nicht durchtrennt werden, wurde die Mine und der Räumotter zur Kollision und damit Explosion gebracht. Das Schleppkabel konnte danach eingeholt und gegebenenfalls vorhandenes Ersatzgerät angebracht werden.

### Sensoren

#### Sonar
Zur Suche nach U-Booten war ein Echoortungssystem des Typs 93 und einem Hydrophon-Set vom Typ 93 eingerüstet. Dieses Hydrophon-Set bestand aus zwei Gruppen zu je acht Sensoren, eine Gruppe auf jeder Bootsseite.

## Besatzung
Die Besatzung hatte eine Stärke von 91 Offizieren, Unteroffizieren und Mannschaften.